# Curtiss JN-4 Jenny
El Curtiss JN-4 "Jenny" perteneció a una serie de biplanos biplaza de entrenamiento primario construida por la Compañía Curtiss, de Hammondsport, Nueva York, más tarde Curtiss Aeroplane and Motor Company. Curtiss combinó las mejores características de los entrenadores Model J y Model N, y comenzó a producir la serie de aviones JN o "Jenny" en 1915.

## Diseño y desarrollo

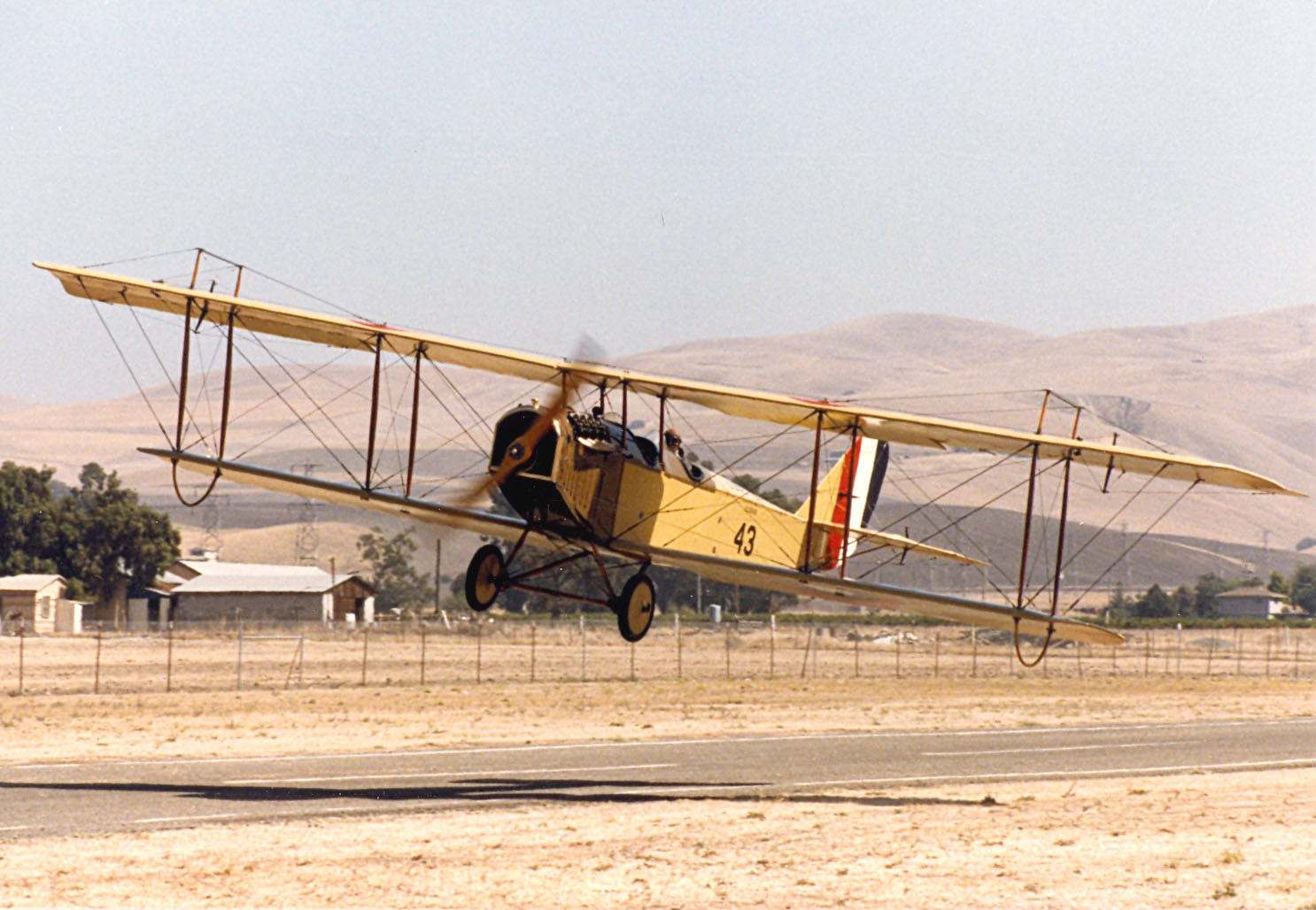
Curtiss JN-4 despegando.

El biplano biplaza Curtiss JN-4, uno de los más importantes aviones de su tiempo, adquirió poco después de su creación el apodo "Jenny", con el que fue conocido durante el período de entreguerras. A partir de abril de 1917, con la entrada de Estados Unidos en la Primera Guerra Mundial, el Curtiss JN-4 fue producido en gran número y utilizado en el entrenamiento del 95% de los pilotos estadounidenses y canadienses. Desde 1919 hasta finales de los años veinte, miles de ellos fueron empleados en espectáculos aéreos.
El JN-4 se desarrolló a partir del Curtiss JN-2, pasando en el ínterin por el JN-3, que tenía planos de envergadura desigual con alerones solo en el plano superior, e introducía un sistema de control de los alerones por volante. Las superficies verticales de cola fueron rediseñadas mediante un conjunto de deriva y timón de dirección, cuya forma se mantuvo en gran parte en el JN-4. Gran Bretaña compró 91 ejemplares de JN-3 y el Ejército estadounidense, dos. Posteriormente, varios JN-2 fueron convertidos en JN-3, mediante la incorporación de los planos y las superficies verticales de cola de este último, así como del motor Curtiss OXX de 100 hp. La producción total no superó los 100 ejemplares, una docena de los cuales fue construida en la nueva fábrica de Toronto.
El JN-4 en su forma original era muy parecido al JN-3, y conservaba el ala de envergadura desigual y dos vanos. En julio de 1916, fecha de su aparición, se vendieron 105 ejemplares a Gran Bretaña y 21 al Ejército estadounidense. Otros ejemplares fueron adquiridos por clientes privados y el resto, utilizados por las escuelas de aviación de la compañía Curtiss. A consecuencia de la experiencia británica con los JN-3 y JN-4, la compañía Curtiss desarrolló el JN-4A (redenominado en 1935 como Model 1), que incorporaba un gran número de mejoras (superficie de cola incrementada y mayor potencia motriz). Se completó un total de 781 aparatos, 87 de los cuales construidos en la factoría canadiense de Curtiss. El Ejército estadounidense adquirió 601 ejemplares; la Armada estadounidense, cinco, y el resto se exportó a Gran Bretaña. El JN-4B (Model 1A) apareció a finales de 1916, poco antes que el JN-4A. La diferencia entre ambos estribaba en algunos detalles de diseño (el JN-4B incorporaba estabilizadores más grandes y utilizaba un motor OX-2); este modelo fue adquirido por numerosos usuarios privados y escuelas de aviación; el Ejército estadounidense compró 76 ejemplares y la Armada estadounidense, nueve.
A los dos ejemplares experimentales del JN-4C les siguieron el JN-4 Can y el JN-4D (Model 1C), que cosecharon grandes éxitos. El primero había sido desarrollado a partir del JN-3 por la compañía Canadian Airplanes Limited, socia canadiense de Curtiss, y rápidamente fue conocido con el apodo de Canuck. La producción total alcanzó los 1260 ejemplares, de los cuales 680 fueron al Ejército estadounidense, mientras que el grueso de los restantes se convirtieron en los principales aviones estándar de entrenamiento en Canadá. El JN-4 fue utilizado por la Real Fuerza Aérea del Canadá hasta 1924, mientras que los ejemplares que fueron a manos privadas siguieron volando hasta la década de los años treinta. John Ericson, ingeniero jefe de Canadian Airplanes Ltd., montó más de cien aviones en 1927: algunos tenían una tercera cabina y fueron denominados Ericson Special Three.
El JN-4D apareció en junio de 1917 y empezó a producirse en gran escala: entre noviembre de 1917 y enero de 1919 se construyeron 2812 ejemplares. En vista de la necesidad urgente de aviones de entrenamiento eficaces que existía en ese período de la guerra, el programa de producción implicó a otros seis fabricantes estadounidenses. Además de varias características nuevas, el JN-4D combinaba los mejores elementos del diseño del JN-4 Can y el JN-4A (la palanca de mando del primero en lugar del sistema Deperdussin, los conductos y la potencia motriz del segundo). El final de la guerra significó la cancelación de un pedido de 1100 ejemplares de una versión JN-4D-2 que incorporaba una serie de modificaciones requeridas por el Ejército estadounidense; sólo se entregó un prototipo a las autoridades militares, y algunos fueron vendidos a usuarios civiles en 1919.
En una tentativa de desarrollar un avión de entrenamiento avanzado que satisficiera las urgentes necesidades del periodo bélico, al JN-4D se le instaló un motor Hispano-Suiza de mayor potencia (150 hp), construido por la compañía Wright. El resultado de esta modificación fue el JN-4H (Model 1E), que se produjo desde finales de 1917 hasta el Armisticio, en noviembre de 1918; a la Armada estadounidense se le entregaron 929 ejemplares. Existían tres versiones del JN-4H: de doble mando (JN-4HT), de bombardeo (JN-4HB) y de entrenamiento de tiro (JN-4HG).
Se construyó un ejemplar único del avión de entrenamiento JN-5H para satisfacer un requisito del Ejército estadounidense, pero fue rechazado en favor del Vought VE-7. Posteriormente fue modificado y se convirtió en el JN-6H (Model 1F), que estaba dotado de una estructura reforzada de mando de alerones. El Ejército estadounidense adquirió 1035 ejemplares del JN-6H, cinco de los cuales pasaron posteriormente a la Armada estadounidense. Los aviones que se entregaron al Ejército estadounidense presentaban algunas variantes especializadas para diversas operaciones de entrenamiento (el JN-6HB, bombardero de entrenamiento de un solo mando; el JN-6HG-2, avión de entrenamiento de tiro de mando único; el JN-6HO, avión de entrenamiento de reconocimiento de mando único y el JN-6HP, entrenador de caza). Se considera, aunque las fuentes varían en los datos, que se construyeron unos 6813 ejemplares.

## Historia operacional

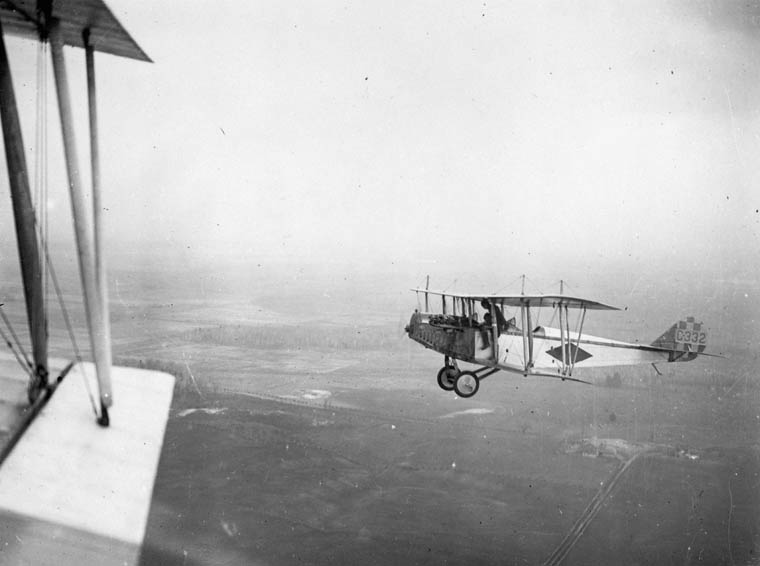
Un Curtiss JN-4 en vuelo sobre el centro de Ontario.

El 1.er Escuadrón Aéreo de la Sección de Aviación, del Cuerpo de Transmisiones estadounidense recibió ocho JN-2 en San Diego en julio de 1915. El Escuadrón fue trasladado a Fort Sill, Oklahoma, en agosto, a trabajar con la Escuela de Artillería de Campo, durante el cual un JN-2 se estrelló, con un muerto. Los pilotos de la escuadrilla se reunieron con su comandante, el Capitán Benjamin D. Foulois, para informarle que el JN-2 era inseguro debido a la baja potencia, su construcción de mala calidad, falta de estabilidad, y timones de cola demasiado sensibles. Foulois y su funcionario ejecutivo, el Capitán Thomas D. Fresado no asintieron, y los vuelos continuaron hasta que un segundo JN-2 se estrelló el 5 de septiembre. El JN-2 fue inmovilizado en tierra hasta 14 de octubre, cuando fue modificado para convertirse en un JN-3, con dos nuevos modelos de escuadrilla que recibió a principios de septiembre. En marzo de 1916, ocho JN-3 fueron enviados a México para la observación aérea en la Expedición de Pancho Villa de 1916-1917.
Una versión hidroavión fue construida para la Armada, que fue modificada esencialmente en la célula. Fue designado N-9.
Los británicos utilizaron el JN-4 (junto con el Avro 504) como su principal entrenador de la Primera Guerra Mundial, siendo los aviones producidos en Canadá. Muchos pilotos del RFC consiguieron sus alas en el JN-4, en Ontario y  Texas.

### Uso de posguerra
A consecuencia de las economías de la posguerra, el Ejército estadounidense se vio obligado a modernizar el "Jenny", en vez de adquirir nuevos aviones. Esta tarea fue adjudicada a los US Army Service Depots, que hasta 1926 mejoraron numerosos ejemplares antiguos. Estos aviones reacondicionados eran propulsados por motores Hispano-Suiza de 180 hp, construidos por Wright, y fueron redenominados JNS (por Standardized, estandarizado), completándose de 200 a 300 ejemplares.
El Ejército estadounidense utilizó los aviones de entrenamiento primario JN-4A, JN-4D y JN-4 Can hasta 1919. Los modelos JN-4H y JN-6H, de mayor potencia, continuaron en servicio hasta mediados de los años veinte, momento en que fueron reemplazados por modelos más nuevos; los últimos "Jenny" fueron retirados del servicio en 1927.
El modelo "Jenny" fue muy conocido por toda una generación de norteamericanos. Actuando en circos ambulantes y despegando desde pistas improvisadas en las afueras de miles de pueblos de Estados Unidos, los "Jenny" provocaban un cúmulo de emociones, exhibiéndose en numerosas acrobacias (caminar sobre el ala, trapecios aéreos, acrobacias a baja cota) y sirviendo para bautismos del aire. El mantenimiento de muchos de los aviones no era el adecuado y en ocasiones la diversión se convertía en tragedia; sin embargo, no se puede negar que la era de los "Jenny" creó en los norteamericanos una conciencia bastante original acerca de lo que ocurría en el cielo. El "Jenny" apareció también en numerosa películas de Hollywood de los años veinte y de comienzos de los treinta. Algunos "Jenny" de propiedad privada continúan volando en Estados Unidos.

## Versiones
JN-4A
Versión de producción del JN-4. 781 construidos.
JN-4B
Versión propulsada por un motor de pistón OX-2. 76 construidos para el Ejército de los Estados Unidos y 9 para la Armada de Estados Unidos.
JN-4C
Versión experimental, sólo dos construidos.
JN-4 Can Canuck
Versión construida en Canadá, 1260 construidos por Canadian Airplanes Ltd.
JN-4D
Versión mejorada, 2812 construidos.
JN-4D-2
Un prototipo.
JN-4H
Entrenador avanzado de dos asientos; motor Hispano-Suiza 150 hp; 929 construidos para el Ejército estadounidense.
JN-4HT
Versión de dos asientos y control dual. Entrenador.
JN-4HB
Entrenador de bombardeo.
JN-4HG
Entrenador de tiro.
JN-5H
Biplano entrenador avanzado; sólo uno construido.
JN-6H
Modificación del JN-5H con estructura reforzada de mando de alerones; 1035 construidos para el Ejército estadounidense; de ellos 5 se entregaron más tarde a la Armada estadounidense.
JN-6HB
Versión de entrenamiento de bombardeo de un solo mando.
JN-6HG-1
Versión biplaza y control dual. Entrenador.
JN-6HG-2
Versión de mando único. Entrenador de tiro.
JN-6HO
Versión de mando único. Entrenador de observadores.
JN-6HP
Versión de mando único. Entrenador de caza.
JNS
Entre 200 a 300 aviones del Ejército estadounidense fueron mejorados y modernizados, a principios de los años veinte.
Ericson Special Three
Cerca de 100 aviones reacondicionados fueron construidos por el ingeniero jefe de Canadian Airplanes Ltd, J. Ericson; algunos con una tercera cabina.
Twin JN
Denominado retrospectivamente Model 1B, el Twin JN apareció en abril de 1916 y provisionalmente fue denominado JN-5; se trataba de una versión bimotora de tamaño algo mayor del JN-4 y se destinaba a realizar misiones de reconocimiento; se utilizaba la célula alar estándar, a pesar de que la envergadura había sido aumentada en 2,79 m al añadírsele una sección central más amplia; su planta motriz consistía en dos motores Curtiss OXX-2 montados entre las alas y su velocidad máxima era de 129 km/h; las superficies verticales de cola derivaban de las del Curtiss R-4; se fabricaron ocho ejemplares.

## Operadores

### Militares
Australia
- Cuerpo Aéreo Australiano
  - No. 3 Squadron AFC - Usado para entrenamiento.
  - Central Flying School AFC en Point Cook, Victoria.

 Canadá
- Real Fuerza Aérea Canadiense

 Estados Unidos
- Servicio Aéreo del Ejército de los Estados Unidos
- Armada de los Estados Unidos

 Reino Unido
- Real Cuerpo Aéreo
- Real Servicio Aéreo Naval

### Civiles
Canadá
- Canadian Airways

## Supervivientes
Alrededor del 50 Jenny sobreviven en museos y con propietarios privados.
- JN4-D (s/n 2805): se exhibe en el Museo Nacional de la Fuerza Aérea de Estados Unidos en Dayton, Ohio. Se obtuvo a partir de Pfiel de Robert Taylor, Texas, en 1956. El avión se muestra en la galería Primeros Años del Museo.[1]
- JN-4D (s/n 1282): está en exhibición en el Museo Occidental de Aviones y de Automóviles Antiguos (WAAAM) en Hood River, Oregón.[2]

## Especificaciones (JN-4D)
Referencia datos: Enciclopedia Mundial de las aeronaves

### Características generales
- Tripulación: Dos (alumno e instructor)
- Longitud: 8,3 m (27,3 ft)
- Envergadura: 13,3 m (43,6 ft)
- Altura: 3 m (9,9 ft)
- Superficie alar: 32,7 m² (352 ft²)
- Peso vacío: 630 kg (1388,5 lb)
- Peso máximo al despegue: 871 kg (1919,7 lb)
- Planta motriz: 1×  Curtiss OX-5.
  - Potencia: 67 kW (92 HP; 91 CV)

### Rendimiento
- Velocidad máxima operativa (Vno): 121 km/h (75 MPH; 65 kt)
- Velocidad crucero (Vc): 97 km/h (60 MPH; 52 kt)
- Alcance: 6000 km (3240 nmi; 3728 mi)
- Techo de vuelo: 2000 m (6562 ft)

## Aeronaves relacionadas

### Desarrollos relacionados
- Early Bird Jenny

### Aeronaves similares
- Standard J

### Secuencias de designación
- Secuencia Alfabética (interna de Curtiss): ← N - NC - O - JN - R - S - T
- Secuencia Numérica (interna de Curtiss): 1/A/C/D/E/F - 2 - 3 - 4 →